# Seawards the Great Ships
Seawards the Great Ships è un cortometraggio documentario britannico del 1961 diretto da Hilary Harris. Ha vinto il Premio Oscar 1962 come Miglior Cortometraggio, primo film scozzese a vincere un Oscar. Il film racconta la storia dell'industria delle costruzioni navali del fiume Clude durante i primi anni 1960, mostrando riprese della Fairfield Shipbuilding and Engineering Company, della  John Brown & Company e della Scotts Shipbuilding and Engineering Company. È stato prodotto dalla Templar Films di Glasgow per la Clyde Shipbuilders' Association e il Central Office of Information (COI). È stato distribuito su Blu-ray dalla Panamint nel 2010 come parte della sua raccolta Faces of Scotland ("Volti della Scozia").
Include dialoghi tra gli operai dei cantieri, ma sono tutti preparati da copione. Gli autori avevano sperato di usare veri dialoghi tra gli operai, ma contenevano troppe parolacce per essere utilizzabili.

## Cast
- Kenneth Kendall come narratore (versione internazionale)
- Bryden Murdoch come narratore (versione originale scozzese)